# Idioma konkaní
El idioma konkani (o konkaní) (devánagari: कोंकणी, malabar: കൊംകണീ, canarés: ಕೊಂಕಣಿ, alfabeto latino: Koṃkaṇī, alfabeto árabe: کونکنی) es una de las lenguas nacionales de la India, que pertenece a la familia indoeuropea de lenguas. Es una lengua indoaria, y es hablada en la costa oeste de la India llamada Konkan.

## Préstamos
El konkaní incluye un número significativo de préstamos derivados de las lenguas drávidas y algunas lenguas tuvieron mucha influencia, entre ellas el portugués, el canarés, el maratí y el perso-árabe.
- Datos: Q34239
- Multimedia: Konkani language / Q34239